# Leiocithara zamula
Leiocithara zamula é uma espécie de gastrópode do gênero Leiocithara, pertencente a família Mangeliidae.